# Östergötland
Östergötland er en historisk provins (landskab) i Gøtaland i det sydlige Sverige. 9 979 km², 412 200 indbyggere. Det indgår i amtet Östergötlands län. De største byer er Linköping og Norrköping.

## Hertuger og hertuginder
Siden 2012 har prinsesse Estelle af Sverige været hertuginde af Östergötland.